# Janez Boljka
Janez Boljka [jánez bóljka], slovenski kipar, slikar in grafik, * 21. junij 1931, Subotica, † 20. avgust 2013, Ljubljana.

## Življenje
Boljka je leta 1956 diplomiral na Akademiji za likovno umetnost in oblikovanje v Ljubljani, kjer je končal tudi podiplomski specialistični študij grafike pri Riku Debenjaku (1961) in kiparstva pri Karlu Putrihu (1959). Izpopolnjeval se je v Evropi in na potovanjih po vsem svetu. Umetnik je ostal zvest kot prebivalec in ustvarjalec v svojemu mestu, Ljubljani, v kateri je bil aktiven od diplome naprej in vse do konca življenja. Ljubljani je zapustil največ javnih del, spomenikov in okrasnih kipov. Janez Boljka je bil nečak slovenskega slikarja Mihe Maleša in oče slovenskega slikarja Mihe Boljke.

## Delo
Boljka je postal znan širšim kulturnim krogom najprej s svojim železnim kiparskim ciklusom, varjenjem kosov odpadnega železa in starega orožja v nove oblike, kar je dobilo številne posnemovalce. To poglavje njegovega dela je zabeleženo na filmu. Uveljavil se je s pionirskim modeliranjem kipov iz aluminija in vzporedno s serijami figur stebrastih Ribničanov - krošnjarjev, ki jih je oblikoval iz različnih materialov. Veliko, zlasti manjše kipe, je sam vlival v bron v ateljeju v Rožni dolini in kasneje v različnih livarnah. Delal je glinaste modele, modele iz stiroporja ali iz kiparskega voska. Nadaljeval je ustvarjanje različnih motivnih serij, ki so več desetletij spremljale njegovo delo in niso podlegale modnim slogovnim strujam.
Večja serija, predvsem v mali plastiki, s katero se je intenzivno ukvarjal od sedemdesetih let naprej, so sedeče figure posameznikov, parov, včasih pogreznjenih v velike fotelje in s poudarjeno erotičnimi atributi ter dodajanimi odtisi novcev ali medalj. Priljubljeni so njegovi akti, zlasti ženski torzi. Ukvarjal se je s figurami, ob katerih je v podstavek vtisnil njihovo senčno reliefno podobo. Oblikoval je raznolike stoječe figure, posebej serije slikarjev. Te so pogosto zaznamovane s paleto (pretežno R. Jakopič in G. Stupica). Podobne so figure saksofonistov, raznovrstne podobe pisatelja Ivana Cankarja z značilnimi brki in krizantemo. Pogosta so Cankarjeva poprsja v različnih velikostih in z različnimi atributi. Kasneje se je intenzivno posvečal različnim živalskim podobam: nosorogom, konjem, opicam, bikom, muflonom, merjascem, jaguarjem, redkeje psom, pticam, zlasti sovi. Večinoma so živalske figure samostojne, včasih so izdelane v parih, redko v večjih skupinah (npr. opice). Neredko se človeške figure povežejo z živalskimi glavami. Ena njegovih večjih in popularnih bronastih figur v javnem prostoru je bivol ob vhodu v ljubljanski zoološki vrt. Znotraj vrta je dodatna serija različnih, tudi eksotičnih živali. Kipar je bil soavtor podobe nacionalnih simbolov, najprej kovancev za slovenski tolar (čebela, proteus, štorklja, lipicanci), kasneje posameznih slovenskih evrokovancev. Njegovo bronasto Pieta je ljubljanska nadškofija oktobra 2000 podarila papežu Janezu Pavlu II ob romanju v Rim.
Prvo javno bronasto kompozicijo so mu že leta 1959 postavili v jedru Ribnice. Partizanska družina stoji ob mostu, ki pelje do gradu. Ljubljano, glavno mesto Slovenije, krasijo številni njegovi javni spomeniki: najstarejši in največji je veliki spomenik žrtvam NOB, internirancem (vzporedno tudi drugim žrtvam NOB) na Žalah (1965, arhitekt Fedja Košir). Kasnejši je valjasti spomenik dobrovoljcem 1. svetovne vojne na Dvornem trgu, postavljen 1980 (arhitekt Nikolaj Bežek, prestavitev Matej in Vesna Vozlič). V središču mesta so še Jakopičev doprsni kip pred Jakopičevo galerijo, reliefi Alojza Gradnika v Župančičevi ulici, Jožefa Petkovška na enako imenovanem nabrežju ali abstraktna kompozicija pred Moderno galerijo. Več je dekorativnih kipov, od Ribničana s krošnjo pred nekdanjo stavbo Smelt do nadnaravno velike Atomske Venere na dvorišču iste palače. Manjši zmaj krasi vodnjak (pitnik) v Trubarjevi ulici, ribe so na stenskem vodnjaku v Nazorjevi ulici, z reliefom načrta parka je okrašen spomenik Lattermanovemu drevoredu v Tivoliju. Bik ali bivol stoji pred vhodom v ljubljanski Živalski vrt, itd. Na Filozofski fakulteti so na steni hodnika njegovi portretni reliefi umetnostnih zgodovinarjev: Vojeslava Moleta, Izidorja Cankarja in Franceta Steleta. Za Goriška Brda je leta 1961 oblikoval dvostranski relief, spomenik narodnoosvobodilnemu boju, ki stoji pod razglednim stolpom v Gonjačah in je skupaj s stolpom in lokacijo eden izjemnih spomenikov v državi, brez patetičnih figur in simbolov.
Kot grafik se je Boljka najprej uveljavil z značilnimi jedkanimi grafikami ljubljanske grafične šole z abstraktnimi motivi v rjavih tonih, kjer zaznamo figure Ribničanov, Kurentov, pošasti, plastenje. Za tem se je ukvarjal z avtorsko prepoznavnimi sitotiski novo konstruiranih Železnih mest, figur ljudi, Atomske Venere in posebej s serijami podob različnih živali v nadrealnih krajinah. Pogosto je motivika ali so detajli podobni njegovim kipom in skicam. V zrelem obdobju se je, z novimi tehničnimi možnostmi, vrnil k slikarstvu in razvijal svojo motiviko z novimi, barvno izrazitimi poudarki v tehniki akrila.

## Razstave in priznanja
Boljka je imel vrsto samostojnih razstav v Sloveniji, Jugoslaviji in po Evropi. Zadnja je bila maja in junija 2012 v Galeriji Prešernovih nagrajencev v Kranju. Posamezne samostojne razstave je imel Boljka tudi v Združenih državah Amerike (New York, Chicago). Njegove grafike so skupaj z drugimi grafikami ljubljanske šole potovale na vse strani sveta. Nova razstava je bila v Galeriji Prešernovih nagrajencev odprta 12. oktobra 2023. 
Leta 1966 je umetnik prejel nagrado Prešernovega sklada, leta 1988 pa Prešernovo nagrado za življenjsko delo. Hommage umetniku je bila velika monografija v zbirki Mladinske knjige, ki sta jo uredila Miljenko Licul in Gojko Zupan, fotografije je dodal Janez Kališnik, besedila pa več kot ducat uglednih likovnih kritikov. Boljkovi stalni zbirki sta v galerijah v Kostanjevici na Krki in redkeje odprta v Arboretumu Volčji Potok. Obe je postavil oblikovalec Miljenko Licul.